# Marlow (Oklahoma)
Marlow – miasto w Stanach Zjednoczonych, w stanie Oklahoma, w hrabstwie Stephens.